# Suzy Castor
Suzy Castor, née en 1936, est une historienne haïtienne, militante pour les droits humains.

## Biographie
À l’âge de six ans, Suzy Castor quitte sa ville natale d'Aquin, pour entamer à Port-au-Prince son parcours académique. Elle rejoint le pensionnat Sainte-Rose-de-Lima. 
Dès les années 1950, le pays rencontre une série de bouleversements politiques et économiques, à la suite du renversement du gouvernement de Paul Magloire et à l’accession au pouvoir de Jean-Claude Duvalier. Suzy Castor se passionne alors pour les sciences sociales et intègre l'École normale supérieure (ENS) en 1955. Elle y côtoie notamment les professeurs Leslie François Manigat et Paul Moral. La même année, elle démarre son engagement militant au sein du Parti d’Entente Populaire (PEP), fondé en Haïti en 1956. 
En 1958, elle entame une maîtrise en études latino-américaines. Elle obtient un doctorat en histoire de l'Université nationale autonome du Mexique (UNAM). Lors de son exil au Mexique, elle intègre l'UNAM et devient professeure de science politique et de philosophie entre 1968 et 1986.

## Carrière professionnelle
En 1972, elle fonde le Centre d’Études Caribéennes à l’Université nationale autonome du Mexique qu’elle dirige pendant plusieurs années. 
En 1986, après la chute du président Jean-Claude Duvalier, Suzy Castor et son mari Gérard Pierre-Charles retournent en Haïti. La même année, le couple fonde le Centre de recherche et de formation économique et sociale pour le développement (CRESFED). En décembre 2001, des partisans de Jean-Bertrand Aristide incendient le local du CRESFED dont elle est la directrice. Son domicile est également saccagé alors qu'elle se trouve à l'intérieur. 
Suzy Castor enseigne quelques années à l’École Normale Supérieure (ENS), tout en offrant ses services à l’Organisation des Nations unies pour l'éducation, la science et la culture (UNESCO) dans le domaine de l’enseignement fondamental. 
Comme auteure, elle a édité une série d'ouvrages et d'articles sur des sujets tels que l'occupation américaine d'Haïti, les relations entre Haïti et la République dominicaine et le mouvement féminin en Haïti,. Au Mexique, elle publie des ouvrages sur la ville de Porto Rico, la République dominicaine et les Caraïbes. Suzy Castor est la rédactrice en chef de Rencontre, une revue haïtienne de société et de culture, fondée en 1989. Elle pilote les publications du CRESFED et de la Fondation Gérard Pierre-Charles. 
Suzy Castor est membre du conseil éditorial d’Alternatives Sud (CETRI). 

## Engagement politique
Son militantisme se renforce malgré une période d'exil au Mexique. Suzy Castor établit des réseaux entre les groupes à l’intérieur du pays et s'engage dans la résistance interne contre la dictature de la famille Duvalier. Elle participe à la marche des partis de gauche, le Parti populaire de libération nationale (PPLN) et le Parti d'entente populaire (PEP), unifiés pour former le Parti Unifié des Communistes Haïtiens (PUCH).
Suzy Castor retourne dans son pays natal, dès la chute de la dictature. En 1990, elle soutient le mouvement Lavalas qui après le coup d’État de 1991, accède au pouvoir. L'activiste s’associe à Rosny Smarth et Gérard Pierre-Charles pour transformer l’Organisation Politique Lavalas (OPL) en Organisation du Peuple en Lutte. En mai 2000, à la demande de son parti, elle se porte candidate au Sénat pour le département de l’Ouest. 
Elle a siégé dans le jury du Tribunal Permanent des Peuples aux côtés de l’auteur uruguayen Eduardo Galeano et de l’avocat chilien Fabiola Letelier.

## Publications
- L'Occupation américaine d'Haïti, traduction française La occupaciòn norteamericana de Haiti y sus consecuencias (1971), Suzy Castor, Société Haïtienne d’Histoire, 272 pages, 1988
- Le massacre de 1937 et les relations haïtiano-dominicaines, Suzy Castor, 1988
- Les origines de la structure agraire en Haïti, Canapé-Vert, Haïti: Une publication du CRESFED, 1re édition, 1989, 2e édition, 1998, 72 pp[12]

## Distinctions
- 2005 : Prix Juan Maria Bandres pour la défense du droit d'asile et la solidarité avec les réfugiés.
- 2009 : Prix Casa de las Américas.
- 2009 : Prix Mahatma Gandhi pour la réconciliation et la paix décerné par l’UNESCO.
- 2015 : Prix Ohtli décerné par le gouvernement du Mexique[11]